# Anna Małek
Anna Małek (ur. 23 września 1977 w Nisku) – kompozytorka, dyrygentka, pianistka i wykładowca muzyki.

## Życiorys
Urodziła się w Nisku 23 września 1977 i ukończyła z wyróżnieniem szkołę muzyczną I stopnia w Stalowej Woli. Dalszą naukę kontynuowała w Państwowym Liceum Muzycznym im. Fryderyka Chopina w Rzeszowie gdzie uczyła się gry na fortepianie w klasie Mikołaja Piatikowa. W 1996 przeprowadziła się do Salzburga i podjęła naukę na uniwersytecie Mozarteum. Studiowała pianistykę pod kierunkiem Klausa Kaufmanna i Imre Rohmanna oraz kompozycję u Reinharda Febela oraz dyrygenturę chóralną i orkiestrową w klasie Jorge Rottera i Karla Kampera. W 2004 i 2005 uzyskała licencjat z pedagogiki fortepianu, z dyrygentury muzyki współczesnej oraz magisterium z kompozycji i teorii muzyki. W 2004 była stypendystką Rektora Uniwersytetu Mozarteum jak również otrzymała stypendium kompozytorskie letniej Akademii Muzycznej w Salzburgu.
Brała udział w międzynarodowych kursach kompozytorskich u takich kompozytorów jak: Franco Donatoni, Gerard Zinstag, Hermann Schneider, Cristòbal Halffter, Tomás Marco, Reinhard Febel, George Crumb, Jesús Rueda, José Manuel López López, Alfredo Aracil i José María Sánchez-Verdú.
W 2005 otrzymała stypendium ufundowane przez Asociación Internacional de Órgano de la Catedral de León w Hiszpanii i wzięła udział w XV Międzynarodowym Kursie Kompozytorskim „Villafranca del Bierzo” w Hiszpanii.
Utwory skomponowane przez Annę Małek wykonywane był w Austrii, Niemczech, Hiszpanii, Republice Południowej Afryki i Serbii. Na co dzień uczy gry na fortepianie, repertuaru wokalnego, muzyki kameralnej, harmonii, analizy muzycznej i prowadzi zajęcia z orkiestrą w Conservatorio Profesional Municipal de Música w Sanlúcar la Mayor w Sewilli. Jest członkiem Austriackiego Związku Autorów, Kompozytorów i Wydawców.

## Twórczość
Wybrane kompozycje:
- Aliens na klawesyn (1999)
- Kristallographie na skrzypce, wiolonczelę, gitarę elektryczną i tam-tam (2000)
- Imaginary landscape I. Eine Realisation na elektronikę (2000)
- Ferdydurkismus na sopran, trąbkę, klarnet, gitarę, altówkę, kontrabas i klawesyn (2001)
- Carmina 4,7 na 2 trąbki, 2 waltornie, 2 puzony, tubę, perkusję, fortepian i chór mieszany (2002)
- Ein Mysterienspiel, opera kameralna (2005)
- To repel ghosts na flet, obój, waltornię, skrzypce i fortepian (2007)
- Ku najjaśniejszej z gwiazd na chór głosów równych, skrzypce, altówkę i wiolonczelę (2011)